# 대구가정법원
대구가정법원(大邱家庭法院)은 가사에 관한 사건과 소년에 관한 사건 등을 전문적으로 처리하기 위해 설치된 법원이다. 대구광역시와 경상북도 전역을 관할한다.

## 역사
- 1947년 1월 1일 대구소년심리원 설립
- 1948년 6월 1일 대구지방법원 소년부지원으로 개칭
- 1973년 11월 19일 수성구 범어2동 대구지방법원 본원 청사로 이전
- 1985년 9월 2일 서구 평리동으로 청사 이전
- 2001년 3월 1일 대구지방법원 가정지원으로 확대 개편
- 2012년 3월 1일 대구가정법원으로 확대 개편
- 2013년 12월 16일 달서구 용산1동 대구지방법원 서부지원으로 청사 이전

## 역대 법원장
| 순번 | 이름   | 재임기간                | 주요 경력             |
| ---- | ------ | ----------------------- | --------------------- |
|      | 김창종 | 2013년 3월 1일 ~        | 대구지방법원장 겸직   |
|      | 김태천 | 2014년 ~                | 대구지방법원 부장판사 |
|      | 박민수 | 2017년 2월 ~ 2019년 2월 |                       |
|      | 이윤직 | 2019년 2월 ~ 2021년 2월 |                       |
|      | 서경희 | 2021년 2월 ~ 2023년 2월 |                       |
|      | 김형태 | 2023년 2월 ~ 2025년 2월 |                       |
|      | 임해지 | 2025년 2월 ~            |                       |

## 관할 구역
- 관할구역은 담당업무에 따라 달라진다.

1. 가사사건, 가족관계등록사건, 가정보호사건: 대구광역시 · 경상북도 경산시 · 고령군 · 성주군 · 영천시 · 칠곡군 · 청도군
2. 소년보호사건: 대구광역시 및 경상북도 전역

## 조직
- 재판부 - 항소부, 항고부, 합의부, 가사소송단독, 가사신청단독, 소년단독, 가정보호, 성보호, 가족관계등록비송단독, 가사조정단독, 가사조정위원회
- 사무국 - 총무과, 가사과, 조사관실

## 같이 보기
- 대법원
- 대구지방법원
- 대한민국 가정법원